# Rai 5
Rai 5 (în trecut Rai Extra) este al cincilea canal al RAI. El a fost lansat la 26 noiembrie 2010. Este o televiziune de divertisment, documentare, cultură, artă, dans, operă, teatru, bucătărie, modă, călătorii și reportaje.